# Spanienkärpfling
Der Spanienkärpfling (Apricaphanius iberus, Syn.: Aphanius iberus) ist ein kleiner Mittelmeerkärpfling, der an der Südküste Spaniens vorkommt. Aufgrund der Zerstörung seiner Lebensräume und der Einführung des konkurrierenden Koboldkärpflings ist diese Art laut der IUCN „stark bedroht“. Vom Menschen wird er zur Moskitobekämpfung eingesetzt.

## Beschreibung
Der gedrungene, seitlich etwas abgeflachte Körper des Spanienkärpflings wird bei Männchen bis zu sechs, bei Weibchen bis zu acht Zentimeter lang. Er hat einen oben abgeflachten Kopf mit einem schräg nach oben gerichteten (oberständigen) Maul, dessen Kiefer kleine, dreispitzige Zähne tragen. An Körper und Kopf sitzen 26 bis 28 große Rundschuppen entlang einer Längsreihe. Der Spanienkärpfling besitzt kein Seitenlinienorgan. Alle seine Flossen bestehen aus Weichstrahlen. Er hat Brustflossen, die recht weit unten am Körper ansetzen und bauchständige Bauchflossen. Rückenflosse und Afterflosse setzen nahezu auf gleicher Höhe an, beide weisen neun bis zehn Weichstrahlen auf. Die Schwanzflosse endet rundlich. Die Färbung ist bei Männchen und Weibchen unterschiedlich. Männchen haben entlang ihrer blaugrünen Körperseiten fünfzehn schmale, hellblaue Querbinden. Ihr Rücken ist olivgrün, der Bauch weißlich. Auch die dunkelblaue Schwanzflosse des Männchens zeigt drei bis fünf helle Querbinden und einen hellen Saum. Seine Rücken- und Afterflosse sind ebenfalls dunkel, jedoch hell getupft. Das Weibchen ist oliv- bis blaugrün und an den Flanken braun gefleckt. Seine Flossen sind allesamt hell und durchsichtig.

## Verbreitung, Lebensraum und Biologie

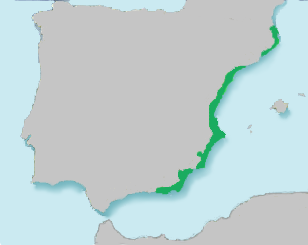
Verbreitungsgebiet des Spanienkärpflings

Der Spanienkärpfling bewohnt vorwiegend das Süßwasser, selten auch Brackwasser. Sein Verbreitungsgebiet erstreckt sich entlang der Mittelmeerküste Spaniens vom östlichen Andalusien bis Katalonien. Die nordafrikanischen Populationen werden heutzutage nicht mehr ihm, sondern unter anderem Apricaphanius saourensis zugeschrieben. Er bevorzugt kleine flache, stehende Gewässer wie Gräben oder Tümpel. Gelegentlich findet man ihn aber auch in brackigen Gewässern wie Lagunen oder Salzmarschen. Der Spanienkärpfling ist gegenüber Temperaturschwankungen und der damit einhergehenden Sauerstoffknappheit in warmem Wasser unempfindlich. Gelaicht wird von April bis August. Es findet zunächst ein lebhaftes Balzspiel statt, bevor das Weibchen etwa 200 große Eier auf oberflächennahen Wasserpflanzen ablegt. Die Jungen werden am Ende ihres ersten Lebensjahres selbst geschlechtsreif. Diese Art ernährt sich vorwiegend carnivor von kleinen Wirbellosen, verzehrt aber auch Pflanzenmaterial.

## Schutz
Der Spanienkärpfling wird von der Europäischen Union im Anhang II der FFH-Richtlinie geführt und gilt damit als Art von gemeinschaftlichem Interesse, für deren Erhaltung von den Mitgliedsstaaten besondere Schutzgebiete ausgewiesen werden müssen.